# Farouk Omar (serie de televisión)
Omar Faruk, u Omar, (en árabe: عُمَرْ) es una serie de televisión histórica emitida por el canal emiratí Middle East Broadcasting Center (MBC1) sobre la vida de uno de los primeros califas musulmanes , Umar ibn al-Jattab también conocido como Omar, segundo califa tras la muerte de Muhammad y su sucesor Abu Bakr. Se estrenó el 20 de julio de 2012. Esta coproducida por [MBC y Qatar TV y dirigido por Hatem Ali.
La serie está compuesta por 30 episodios y una única temporada que ha tenido un presuspuesto de 200.000 millones de riyales (SAR). Fue rodada principalmente en Marruecos en ciudades como Tánger o Casablanca y está protagonizada por el actor Samer Ismail.
La serie ha tenido gran controversia debido a la representación de Umar, Abu Bakr, Uthmán ibn Affán y Ali ibn Abi Tálib, los cuatro califas Rashidun, junto con otros personajes, que algunos creen que no deben ser representados igual que el profeta.

## Reparto
- Samer Ismail como Omar ibn al-Jattab.
- Mehyar Khaddour como Jalid ibn al-Walid.
- Ghanem Zrelli como Ali.
- Mahmoud Nasr como Zayd ibn al-Khattab.
- Hicham Bahloul como Ikrimah ibn Abi-Jahl.
- Jaber Jokhadar como Abdullah ibn Mas'ud.
- Mohamed Miftah como Hamza.
- Fathi Haddaoui como Abu Sufyan.
- Bahaa Tharwat como Abu Huzaifa.
- Majd Feda como Abu Jandal.
- May Skaf como Hind.
- Muna Wassef como Shifa bint Abdullah.
- Suzan Najm Aldeen como la reina Borandukht.
- Tamer Arbeed como Osman.
- Qassem Milho como Amr ibn al-Aas.